# 이에시마정
이에시마정(家島町)은 효고현 중부에 위치하고 있던 시카마군의 정이다. 제정 50주년을 맞이하는 2005년 10월 24일에 미키시와 합병해 소멸했다.

## 지리
효고현 남서부, 히메지시에서 아코시 앞바다 15~18km 떨어진 세토나이카이・하리마나다에 떠 있는 크고 작은 40여 개의 섬으로 구성되어 있다. 마을 주민들은 이애지마, 보제지마, 단가시마, 니시시마의 4개 섬에 살고 있다. 읍사무소가 있는 이이지마에 인구의 약 60%가 집중되어 있다. 히메지 시청 아이시마 사무소에 따르면, '아이시마'는 과거(지금도 노인들에게는) '에지마(えじま)'라고도 불렸다고 한다.

## 역사
- 1889년 4월 1일 - 정촌제 시행에 의해 이전의 정역에 해당하는 이에시마정이 성립하였다.
- 1928년 11월 10일 - 정으로 승격해 이에시마정이 되었다.
- 2006년 3월 27일 - 히메지시와 합병에 의해 소멸하였다.

## 교통

### 도로
- 효고현도 제425호선
- 효고현도 제426호선
- 효고현도 제427호선